# Tomorrow Never Knows
Vous lisez un « article de qualité » labellisé en 2011.
Pour l'album de compilation du même nom, voir Tomorrow Never Knows (album).
Pistes de Revolver
Got to Get You into My Life
Tomorrow Never Knows est une chanson des Beatles parue sur l’album Revolver, le 5 août 1966 au Royaume-Uni, et le 8 août aux États-Unis. Elle a été écrite par John Lennon mais créditée Lennon/McCartney, comme toutes les chansons du groupe composées par ces derniers, en collaboration ou non.
Placée en dernière piste de l'album Revolver, elle a pourtant été la première à être enregistrée lors des sessions pour cet album. Par bien des aspects, ce titre révolutionnaire est une pierre de touche dans la carrière des Beatles. Il marque le début de leur période psychédélique et, par son motif rythmique obsédant, peut également être considéré comme précurseur de la musique techno. Influencé par la musique indienne et par ses expériences au LSD, John Lennon élabore cette chanson autour du seul accord de do septième de dominante.
C’est avec Tomorrow Never Knows que le jeune Geoff Emerick fait ses débuts en tant qu’ingénieur du son du groupe aux côtés du producteur George Martin, le 6 avril 1966, et il fait, dès le départ, preuve d’une extraordinaire inventivité, pour satisfaire aux demandes de l’auteur de la chanson comme pour améliorer les techniques de prise de son. Une série de boucles sonores réalisée par Paul McCartney est injectée en direct dans le morceau lors d’une fameuse séance de mixage, lui donnant son aspect caractéristique.

## Genèse
Tomorrow Never Knows est une chanson intimement liée aux expériences de John Lennon avec les drogues, en particulier le LSD, un puissant hallucinogène synthétisé en 1938 par Albert Hofmann. Son usage récréatif se répand dans les années 1960, notamment au sein de la communauté hippie et psychédélique. C’est en avril 1965 que Lennon en consomme pour la première fois, sans le savoir, lors d’un dîner chez un ami dentiste. Ce dernier avait placé sans rien dire du LSD dans les verres de ses invités, qui comptaient John et George Harrison, ainsi que leurs épouses respectives Cynthia et Pattie. À partir de ce moment, Lennon en devient un consommateur de plus en plus régulier, au moins pour les deux années suivantes.

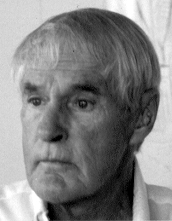
Timothy Leary, auteur du livre The Psychedelic Experience.

Cet intérêt de Lennon pour le LSD trouve écho lorsque Barry Miles lui envoie un livre écrit par les psychologues américains Timothy Leary, Richard Alpert et Ralph Metzner. Tous trois universitaires, ils mènent des recherches liées au psychédélisme ; Timothy Leary, en particulier, est surnommé « le pape du LSD » en raison de ses prises de position en faveur de la consommation de cette drogue. Au début des années 1960, les trois psychologues se rendent dans la région de l’Himalaya, à Crank’s Ridge, pour étudier le bouddhisme tibétain. De ces sept mois d’étude, ils tirent un livre, The Psychedelic Experience, une adaptation du Livre des morts tibétain destinée à être accessible à un public occidental. Le livre se veut un manuel de préparation spirituelle à l’absorption de drogues.
Ainsi, John Lennon s’inspire directement de cet ouvrage pour écrire une nouvelle chanson, Tomorrow Never Knows. Le livre, comme la chanson, rassemble deux de ses centres d’intérêt du moment : la consommation de psychotropes hallucinogènes, et les philosophies orientales (notamment indiennes), passion qui concerne d’abord George Harrison, mais qui s’étend sous son influence aux autres membres du groupe. Lennon précise en 1972 qu’il n’a jamais lu le Livre des morts tibétain à proprement parler, s’étant contenté de l’adaptation de Leary. Les premiers mots de Tomorrow Never Knows en sont tirés in extenso : « turn off your mind, relax, and float downstream », soit « éteins ton esprit, détends-toi et laisse-toi porter par le courant ».
Les Beatles ne sont plus revenus en studio depuis le 11 novembre 1965, lorsqu’ils ont finalisé leur album Rubber Soul. Après ces ultimes enregistrements, ils sont partis pour la dernière tournée de concerts au Royaume-Uni de leur carrière, puis se sont accordé leur plus longue période de repos depuis le début de la Beatlemania, sans rester inactifs toutefois. Les idées bouillonnent et les influences s’élargissent ; John Lennon et surtout Paul McCartney s’intéressent à l’art d’avant-garde, George Harrison se passionne pour la musique indienne. Karlheinz Stockhausen, comme Ravi Shankar, sont entrés dans l’univers musical des Beatles.

## Enregistrement

### Prélude
Les Beatles se trouvent dans la maison de leur manager Brian Epstein lorsque Lennon leur fait découvrir sa nouvelle composition. Il s’agit d’une réunion, après trois mois de vacances inespérées entre deux tournées, et le producteur George Martin est également présent. Lennon a construit sa chanson sur un seul accord (do majeur), et Paul McCartney y voit là l’influence de la musique indienne, qui les passionnait tous à cette époque. Il compare ainsi les Beatles à des éponges, qui assimilaient toutes les nouvelles idées et les réutilisaient. Lennon joue donc la chanson à la guitare, et George Martin réagit plutôt bien à la démonstration. Paul McCartney rend hommage à son attitude : « Je crois que George était toujours intéressé par la direction que l’on avait choisi de suivre et pensait sûrement « Comment vais-je m’y prendre pour faire un disque de tout ça ? » À cette époque-là, il commençait déjà à comprendre qu’on savait un peu ce qu’on faisait, mais la matière première qu’on lui donnait était vraiment étrangère à son univers. » Cependant, comme le fait remarquer le guitariste George Harrison, une bonne partie de cette liberté accordée aux Beatles provenait de leur réussite populaire : « La clé de tout ça, c'est que nous avions du succès. Nous pouvions donc nous permettre d'arriver avec des idées complètement barrées (far out ideas), et comme ça marchait, on pouvait aller encore plus loin, Abbey Road devenant un endroit de totale liberté où on pouvait essayer tout ce qu'on voulait. »
Tomorrow Never Knows marque une nouvelle étape dans la carrière des Beatles, caractérisée par de nombreux changements dans la façon d'enregistrer leurs chansons et de mettre en œuvre de nouvelles idées. Sur le plan technique, l’ingénieur Ken Townsend trouve le temps d’inventer un procédé révolutionnaire à la demande des musiciens, l’Automatic Double Tracking : cet appareil permet de doubler automatiquement une prise vocale, là où les chanteurs devaient s'y prendre deux fois de suite pour obtenir le même résultat, ce que John Lennon en particulier détestait faire. Son principe de fonctionnement est relativement simple : il consiste à dupliquer une prise sonore, et, plutôt que de superposer exactement les deux images, celles-ci sont décalées de quelques millisecondes l'une par rapport à l'autre, donnant ainsi l'effet de deux voix distinctes. Pour l’enregistrement de l'album Revolver, les Beatles ne se passent plus de cette avancée technologique, presque toutes les parties vocales des chansons du disque passant dans l'ADT.
Autre fait majeur dans la vie de la petite équipe qui travaille aux studios EMI avec le groupe, Geoff Emerick s’apprête à débuter comme ingénieur du son principal aux côtés de George Martin. Entré comme stagiaire chez EMI à seize ans, en 1962, il a souvent travaillé pour les Beatles en tant qu’assistant jusqu’à ce que Norman Smith lui laisse la place aux manettes. Emerick n'a pas encore vingt ans. Il va rapidement substituer ses propres méthodes à celles de Norman Smith.
Les sessions d’enregistrement commencent le mercredi 6 avril 1966, lorsque les Beatles posent la rythmique du morceau au cours d’une longue session nocturne : Ringo Starr sur un tempo aérien, hypnotique, Paul McCartney calant dessus sa ligne de basse entre les do grave et aigu (il joue aussi du piano), John Lennon au chant et George Harrison à la guitare. Trois prises complètes sont mises en boîte ; c'est la troisième qui est choisie pour l'ajout d'overdubs et la publication sur l'album. Si la seconde prise est ratée, Mark Lewisohn décrit la première comme « sensationnelle et apocalyptique », presque « heavy metal ». Le groupe et son équipe finalisent Tomorrow Never Knows en deux jours seulement, achevant le gros du travail le 7 avril avant d'y revenir le 22 avril pour ajouter deux overdubs (une partie vocale de John Lennon et un son de sitar enregistré par George Harrison).
Tomorrow Never Knows est ainsi la première chanson enregistrée pour l'album Revolver, et son ambiance et ses innovations marquent le projet dans son intégralité.

### Travail sur la batterie et le chant

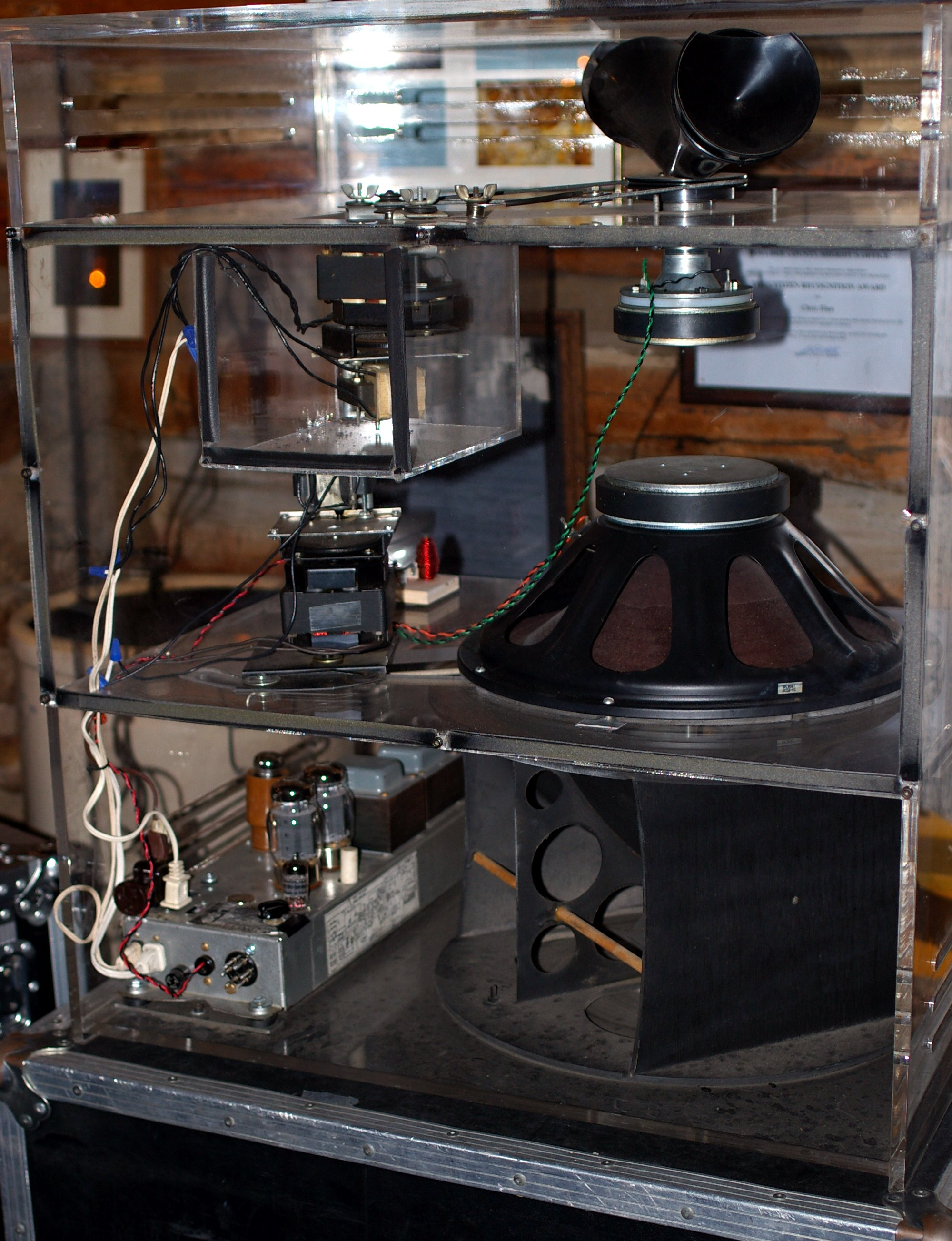
Une cabine Leslie a été utilisée sur la voix de John Lennon afin de la rendre plus éthérée et lointaine.

Pour ses débuts aux côtés des Beatles, le jeune Geoff Emerick propose beaucoup d'idées. D'autorité, il modifie la position des micros autour de la batterie de Ringo Starr : il les installe tout près des fûts et des cymbales et assourdit la grosse caisse avec un vêtement placé à l'intérieur, ce qui débouche sur un résultat sonore inédit pour le rendu rythmique de cette chanson. « C'est vraiment devenu le son de Revolver et de Pepper », témoigne Emerick.
Par ailleurs, le son de la batterie donne l'impression de passer à l'envers. Cet effet est dû à l'utilisation d'un limiteur Fairchild sur l'instrument, première fois qu'Emerick s'y essaye. Tous les sons de la batterie sont passés dans le limiteur, à l'exception de celui de la grosse caisse. Dans ces conditions, Geoff Emerick explique que « plus la grosse caisse passait, plus le Fairchild compressait les autres sons de la batterie. Si Ringo frappait sur une cymbale, on obtenait un effet d'aspiration à cause du Fairchild ».
Un autre aspect caractéristique de la chanson, la voix éthérée et lointaine de John Lennon, est aussi à porter au crédit d'Emerick. Pour coller au thème de son texte, Lennon veut absolument que sa voix sonne « comme celle du Dalaï-lama chantant du haut d'une montagne », avec l'équivalent de quatre mille moines psalmodiant en arrière-plan. Cette méthode étant loin d'être envisageable en pratique, Lennon en imagine une autre pour obtenir le même effet : le pendre par les pieds, et le balancer d'avant en arrière autour d'un point fixe, le micro. Emerick propose une solution plus réaliste : il détourne l'effet sonore tournoyant du haut-parleur Leslie d'un orgue Hammond. Habituellement utilisée par les instruments de musique électroniques, la cabine Leslie donne un effet de vibrato. Geoff Emerick, lui, s'en sert directement sur la voix de Lennon : après s'être connecté directement au circuit de la cabine, il ré-enregistre le chant à sa sortie des hautparleurs. Le chant passé au Leslie fait son apparition après les 87 premières secondes de la chanson ; avant, il s'agit simplement de la voix de Lennon passée dans l'Automatic Double Tracking.
Rétrospectivement, John Lennon émet cependant quelques regrets quant au rendu final : « C'était irréaliste, bien sûr, et on a trouvé autre chose. Mais j'aurais dû m'en tenir à ça, aux moines en train de chanter. Je me rends compte maintenant que c'est vraiment ce que je voulais ». Cette trouvaille de Geoff Emerick fait en tout cas date pour les Beatles, qui en inventent quasiment un verbe : to Leslie, demandant fréquemment « can you Leslie that for me? » (« tu peux leslier ça pour moi ? »). « Citez un instrument ! Piano, guitares, batterie, chants... ils voulaient tout y passer », raconte Emerick.

### Boucles sonores

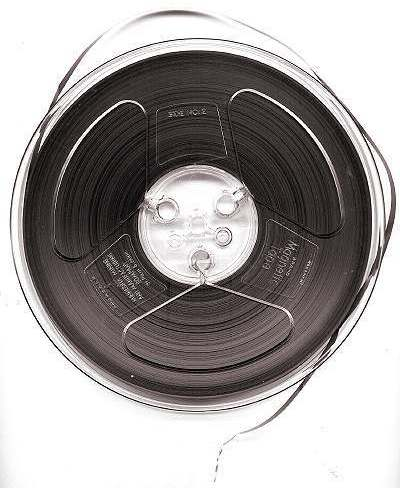
Le type de bande magnétique utilisé par McCartney.

Les sons inhabituels incorporés à la chanson, dont certains sont semblables à des cris de mouette, sont issus d'une idée de Paul McCartney. Jugeant le classique solo de guitare peu approprié, il va mettre en pratique ses diverses expérimentations avec son magnétophone personnel. Ayant relevé la tête d'effacement de l'appareil, il enregistre jusqu'à saturation sur le même morceau de bande magnétique ; il répète ensuite l'opération avec d'autres morceaux de bandes. Parmi les sons qu'il a utilisés : son rire, sa guitare, des verres de vin s'entrechoquant. McCartney se rend alors aux studios avec ses bouts de bandes saturées de sons entassés dans un sac en plastique.
Le mixage de la chanson donne lieu à un véritable happening dans le studio 3 d'Abbey Road, qui prend des allures de « film de science-fiction ». En effet, le studio 3 ne contenant qu'un seul autre magnétophone, l'équipe réquisitionne les machines des autres studios – tous libres en cet après-midi du 7 avril 1966 – du bâtiment de EMI. L'utilisation simultanée de tous les appareils est possible grâce au réseau de câbles les connectant entre eux. On demande ainsi à chaque employé disponible de tenir un stylo ou un verre pour donner la bonne tension aux différentes bandes 3/4 de pouce qui tournent en boucle, passant sur le cabestan puis devant la tête de lecture et se répétant à l'infini. Emerick décrit le comique de la situation : « La plupart de ces gens qui se tenaient devant les magnétophones n’avaient pas la moindre idée de ce qu’ils faisaient. Ajouté au fait que le personnel technique devait revêtir des blouses blanches, la scène était carrément surréaliste ». Les sons sont envoyés vers les différents canaux de la table de mixage.
Dans la salle de contrôle, George Martin et Geoff Emerick montent et descendent les potentiomètres de volume sur la table de mixage selon les instructions des Beatles. Au total, cinq magnétophones différents sont utilisés pour faire tourner les boucles de McCartney, qui apparaissent et disparaissent dans le mixage, se répètent et se superposent. George Martin explique par la suite que de tous les morceaux des Beatles, c'est celui qui ne pourrait pas être reproduit, en raison du caractère totalement improvisé du mixage.

« Avec chaque potentiomètre actionnant une boucle, la table de mixage devenait un véritable synthétiseur, et nous en jouions comme d’un instrument de musique, envoyant avec précaution ces textures sonores sur la bande rythmique préenregistrée. Nous n’avions aucune idée de l’importance de ce que nous étions en train de faire. Mais ce que nous avons créé cet après-midi-là était en fait le précurseur de la techno (« beat and loop driven music »). Si quelqu’un m’avait dit que nous venions d’inventer un nouveau genre de musique, qui se développerait durant les prochaines décennies, je l’aurais pris pour un fou. »

— Geoff Emerick
Reste enfin, pour compléter la chanson, l’enregistrement d’un nouvel instrument oriental apporté par le guitariste George Harrison : le tampura. Cet instrument à cordes donne le son du « bourdon » audible au début du morceau et qui revient à plusieurs reprises. Les notes de piano jouées par Paul McCartney lors des premières prises sont, pour terminer, injectées dans le final du morceau. À la fin de la journée du 7 avril, les Beatles commencent déjà à travailler un nouveau titre, Got to Get You into My Life.

## Description musicale
Ce morceau rompt avec les habitudes des Beatles et les standards de l'époque, abandonnant les riffs de guitare et la structure couplet-refrain-pont usuelle.
Le musicologue Allan W. Pollack explique ainsi : « l'harmonisation de la chanson consiste presque seulement en une pédale de do majeur tout du long […] Le seul mouvement harmonique présent dans toute la chanson est le balancement implicite vers si bémol à la fin de chaque couplet » (voir à ce titre l'analyse des boucles sonores ci-dessous). La pédale, jouant un rôle de bourdon, est en partie obtenue par l'utilisation du tampura, le premier instrument entendu en intro, et par la basse qui alterne des do graves et aigus.
Comme le note par ailleurs le critique musical Richie Unterberger, « à la base de Tomorrow Never Knows on trouve un bourdon sur une tonalité unique, sous l’influence de l'intérêt croissant du groupe dans la musique indienne, et l’inoubliable motif rythmique produit par la batterie de Ringo Starr ». Le batteur des Beatles est en ce mois d'avril 1966 au sommet de son art et il considère notamment la chanson Rain comme sa meilleure prestation avec les Beatles. En 1994, Ringo Starr inclut aussi Tomorrow Never Knows dans cette appréciation, lorsqu'il retourne avec George Harrison, Paul McCartney et George Martin devant la table de mixage à Abbey Road pour les besoins de la série vidéo The Beatles Anthology. Les quatre acteurs de l'aventure décortiquent en effet le morceau de John Lennon, et l'on voit Ringo mimer son motif rythmique avec un plaisir et une émotion manifestes sous les yeux approbateurs de ses comparses.
John Lennon développe sa mélodie au chant en boucle, sur huit mesures, décomposant les notes d'un accord de do majeur septième (mi-sol-do-mi-do-sol-si bémol-do), soit dans le mode mixolydien en do, cinq fois en tout sur les 2 minutes et 59 secondes de la chanson.
Quant aux boucles sonores, elles ont notamment été construites de la façon suivante :
- les « cris de mouette », créés à partir de cris et de rires de Paul McCartney accélérés[26],[27], entendus dès le départ et répétés cinq fois dans la chanson ;
- un accord d’orchestre de si bémol majeur[26], le premier étant entendu après 19 secondes (lorsque Lennon chante « It is not dying, it is not dying »), et qui revient à chaque passage correspondant de la mélodie de Lennon (« It is shining », « It is being », « it is knowing », « it is believing », « it is not living », et enfin, « of the beginning » répété 7 fois dans le final) ;
- les notes d’un mellotron dispensant un son de flûtes après 22 secondes[27] ;
- un autre mellotron joué en 6/8 de si bémol à do, utilisant le son « 3 violons » après 38 secondes[27] ;
- un solo de guitare retourné et accéléré après 1 minute et 8 secondes. On a longtemps spéculé — notamment répété par Ian MacDonald (en), dans son ouvrage Revolution in the Head (en) — qu'il s'agissait ici du solo de Paul McCartney joué pour Taxman[27]. De fait, il s'agit d'un nouveau solo effectué par Harrison[28] ;
- une phrase de sitar saturée et considérablement accélérée que l'on entend pour la première fois au bout de 56 secondes et qui revient à plusieurs reprises ensuite[27] ;
- un drone de tampura[26].

## Analyse des paroles

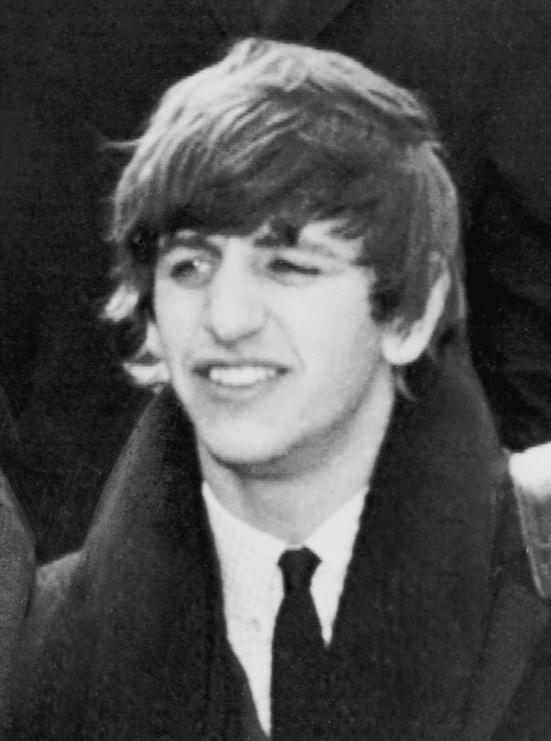
Ringo Starr, auteur de nombreux « ringoïsmes ».

Le titre de la chanson n’apparaît pas dans les paroles. Le biographe Steve Turner rapporte que le titre originel était The Void (« le vide »), en référence à un autre passage de The Psychedelic Experience. Cette version est contredite par Mark Lewisohn, premier spécialiste mondial des Beatles, qui affirme qu’il s’agit là d’un mythe, fondé sur une affirmation de Neil Aspinall, alors road manager et assistant du groupe, dans la chronique qu’il tenait pour le magazine Beatles Monthly. Lewisohn, qui a eu accès aux archives d’EMI, précise que toutes les notes d’enregistrement et les cassettes de la chanson portent le nom Mark 1.
La chanson reçoit son nom définitif lorsque John Lennon décide d’y ajouter une touche d’humour, de non-sens, pour relativiser le côté sérieux et philosophique de son texte. Tomorrow never knows se traduit littéralement par « Demain ne sait jamais », et n’a donc pas vraiment de signification. Il s’agit en fait d’un « ringoïsme », terme inventé par Lennon pour qualifier les accidents de langage de Ringo Starr, dont il était très friand et qu’il notait dans ses carnets. Celui-ci provient d’une interview donnée deux années plus tôt, le 22 février 1964 à la BBC au retour du groupe de son premier séjour aux États-Unis
,.
Le texte de la chanson se veut philosophique, dans une ambiance et un esprit largement influencés par la drogue ; Lennon la décrit lui-même comme sa première chanson psychédélique. À l’image du livre de Timothy Leary, la chanson est aussi construite comme un mode d'emploi. Chaque couplet reprend toujours la même structure : d'abord l'instruction, par exemple Lay down all thought, surrender to the void (« Abandonne toute pensée, livre-toi au vide »), suivie de sa signification, en l'occurrence It is shining (« C'est briller »). Ce passage en particulier traite du concept de Vacuité dans le bouddhisme. La réaction de Timothy Leary à ce sujet a été que Lennon a su témoigner de l'importance de ce principe dans sa chanson.
Dans la série The Beatles Anthology, George Harrison – des quatre Beatles, il était le plus féru de philosophie orientale – donne son interprétation de la chanson. Il considère que le texte traite de l'essence même de la méditation transcendantale, à laquelle les Beatles ne s'initient qu'en 1967, soit un an après la parution de Tomorrow Never Knows. Le premier couplet dit qu'il faut « débrancher son esprit, se relaxer », parce que, selon Harrison : « depuis notre naissance, nous ne faisons que penser, même quand nous dormons, nous rêvons, il n'y a pas un seul moment où l'esprit peut se reposer. »
Plus loin, John Lennon chante : « That you may see the meaning of within / It is being » (Que tu puisses voir le sens de l'intérieur / C'est être). George Harrison explique que l'être, la vraie nature de l'âme, c'est la transcendance, tout le reste étant superflu. Il conclut : « Je ne suis pas certain que John a totalement compris ce qu'il disait. Il a réalisé qu'il touchait à quelque chose, mais il n'a peut-être pas fait l'expérience de ce qu'il chantait ». En 1968, Lennon avait lui-même confirmé qu'il ne savait pas vraiment ce qu'il disait.
Les autres couplets sont dans la même veine. Ainsi, la connaissance se situe dans le fait que « l'amour est tout, et l'amour est tout le monde », qu'on peut voir comme un prolongement du message que Lennon faisait passer dans The Word un an plus tôt. D'autres passages sont clairement psychédéliques, par exemple « écouter les couleurs de ses rêves ». La chanson se conclut par une dernière invective philosophique : « Joue le jeu de l'existence jusqu'à la fin... du début. »

## Parution et réception
Tomorrow Never Knows est publiée sur l'album Revolver le 5 août 1966 au Royaume-Uni, et trois jours plus tard aux États-Unis. Il s'agit de la dernière piste du disque.

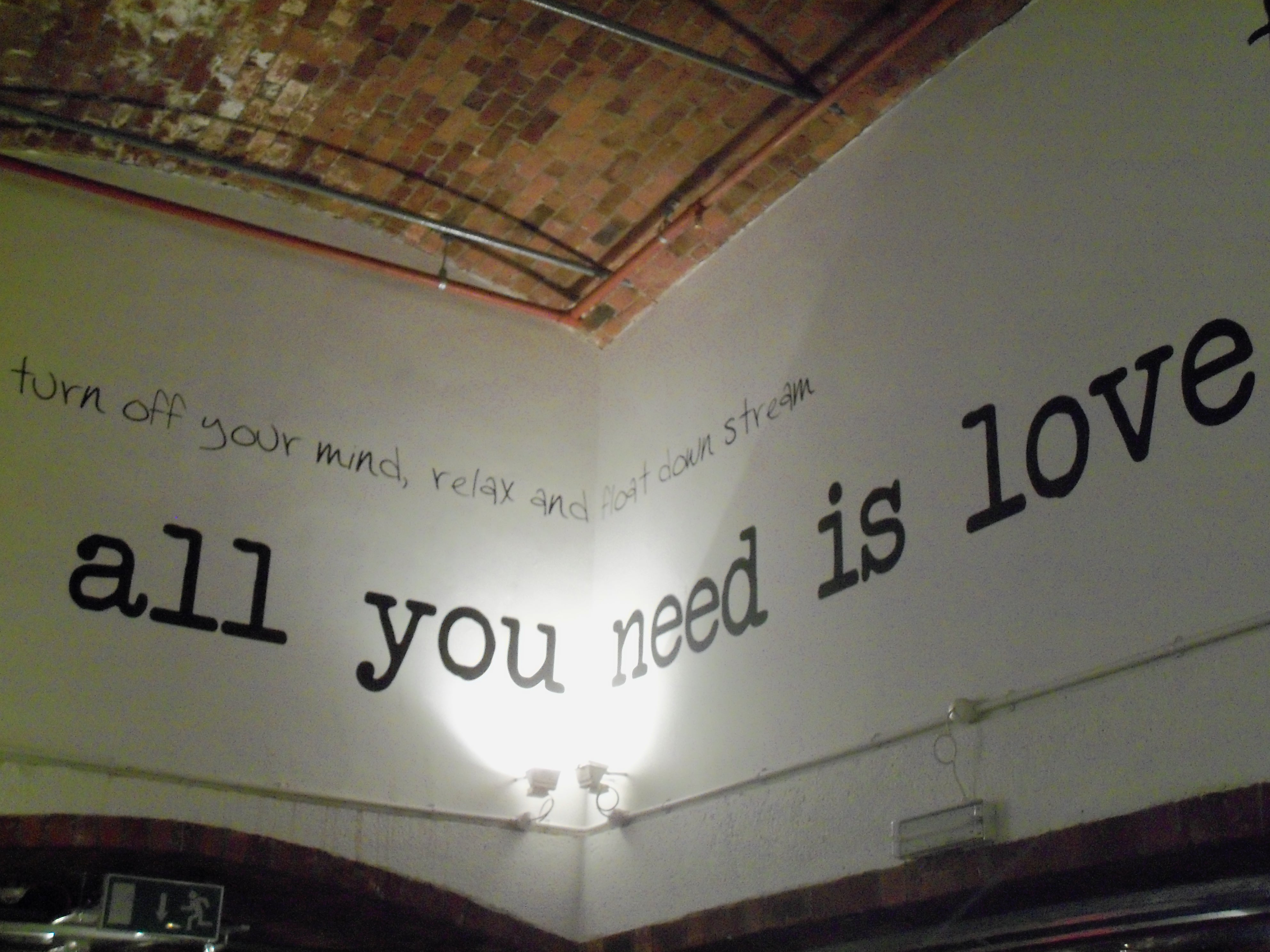
La première phrase de Tomorrow Never Knows surmonte All You Need Is Love, sur les murs du Beatles Story Museum à l'Albert Dock de Liverpool

Deux versions mono de cette chanson ont été publiées. Lors de la première journée de l'impression du disque, le mixage numéro 11 était dans la bande maîtresse mais George Martin exigea de le changer pour le mixage numéro 8. Cette version, longtemps rarissime, a été incluse dans la réédition de l'album en 2022.
Dans une chronique du New Musical Express datée du 29 juillet 1966, Allen Evans ne manque pas de s'étonner des nombreux effets sonores de la chanson : « Sur Tomorrow Never Knows, la voix de John vous invite à déconnecter votre esprit, vous relaxer et flotter au fil du courant. Mais, comment se détendre avec ces bruitages spatiaux électroniques ressemblant à des cris de mouettes ? Même la voix de John est bizarrement éloignée. Seul le rythme rock-steady de Ringo est naturel. »
Plus récemment, d'autres spécialistes ont donné leur avis sur la chanson. Richie Unterberger écrit pour Allmusic que « Tomorrow Never Knows est la piste la plus expérimentale et psychédélique de l’album Revolver, dans sa structure comme dans sa production ». Chris Ingham décrit ce « cocktail de rock et d'avant-garde » comme la musique la plus radicale des Beatles à cette époque. Courtney Taylor-Taylor des Dandy Warhols est surtout impressionné par la batterie : « Ces batteries compressées à mort et les cymbales qui font schwooooo !, c'est hyper rock. Ça a dû faire flipper les gens. »
Pour Philippe Paringaux, longtemps journaliste du magazine Rock & Folk et traducteur du livre The Beatles Anthology, il s'agit de sa chanson préférée des Beatles, et il explique pourquoi : « Parce qu'elle a ce côté répétitif, sur une seule note. Parce que j'adore la voix de John sur cette chanson. Avec le recul, je trouve le texte marrant. Et John a été assez malin pour trouver ce titre absurde, qu'il a emprunté à Ringo. Lennon se branchait sur tout, courait tous les lièvres, tombait dans tous les panneaux, politique, gourou-machin, etc. Mais toujours avec sincérité. C'est pour moi sa chanson la plus émouvante, même si ce n'est pas forcément la plus belle. Elle me donne la chair de poule, je l'écoute assez souvent. Si j'étais ingénieur du son, je la mettrais en boucle pour qu'elle dure une face entière ! »
Daniel Lesueur qualifie le texte de John Lennon d'« hallucinant... ou plutôt halluciné » et la chanson de représentative du côté avant-gardiste des Beatles. Il poursuit en indiquant qu'il s'agit du « premier titre vraiment fou de la pop britannique », bien avant Pink Floyd et consorts. Cette analyse est souvent reprise et place Tomorrow Never Knows comme première grande chanson psychédélique. Ian McDonald va jusqu'à la présenter comme une des chansons des Beatles à l'impact social le plus important, puisqu'elle introduit au jeune public occidental le LSD et la révolution psychédélique de Leary.
La prise 1 de la chanson a été publiée sur le disque Anthology 2. La version originale sera incluse sur l'album compilation éponyme paru exclusivement en téléchargement sur itunes en 2012.
Un projet d'utiliser la musique des Beatles comme trame sonore d'un spectacle du Cirque du Soleil a été initié par George Harrison et Guy Laliberté au début des années 2000. Lorsque Neil Aspinall a approché George Martin pour en faire la production sonore, celui-ci invita son fils à l'aider dans ce projet. En Novembre 2003, Giles Martin a conçu les 13 premières minutes de la trame sonore du spectacle Love en plus du mashup de la chanson Within You Without You avec Tomorrow Never Knows. C'est à la suite de l'écoute de ce montage que la création de ce spectacle s'est réellement enclenchée. La pièce Within You Without You / Tomorrow Never Knows a été utilisée comme vidéoclip pour la promotion de l'album Love.  Ce clip est inclus sur le second DVD de l'édition de luxe de la réédition du disque 1.
En 2022, pour la réédition de  Revolver, elle est demixée grâce à un algorithme d'intelligence artificielle, développé par l'équipe de Peter Jackson pour le projet The Beatles: Get Back, qui permet d'enseigner à l'ordinateur de reconnaître les voix individuelles, le son des guitares, de la basse et de la batterie, etc, afin de les placer sur des pistes différentes. Ceci a permis à Giles Martin de remixer la chanson. L'année suivante, elle est rajoutée à la version élargie de l'« Album rouge ».

## Interprètes
The Beatles
- John Lennon : chant, orgue, tambourin, boucles sonores
- Paul McCartney : guitare basse, piano, boucles sonores
- George Harrison : guitare électrique, sitar, tampura, boucles sonores
- Ringo Starr : batterie, percussions, boucles sonores

Musicien additionnel
- George Martin :  piano, boucles sonores

## Équipe de production
- George Martin – producteur
- Geoff Emerick – ingénieur du son
- Phil McDonald – ingénieur du son

## Reprises
George Martin a expliqué que, au vu du procédé très particulier utilisé pour créer la chanson, il était impossible de la reproduire. Cela n'a pourtant pas empêché d'autres artistes de l'adapter et de la reprendre, notamment :
- Phil Collins sur l'album Face Value (1981) ;
- The Chameleons sur Strange Times (1986) ;
- The Mission sur la compilation The First Chapter (1987) ;
- The Nits sur Broken Wings (1995) ;
- Dianne Reeves sur Strawberry Fields, une compilation de reprises des Beatles (1996) ;
- Our Lady Peace sur la musique du film The Craft (1996) ;
- La rythmique de la chanson a été reprise comme ligne directrice (sample) par le groupe britannique de musique électronique The Chemical Brothers dans leur chanson Setting Sun (dans laquelle la voix est celle de Noel Gallagher, du groupe Oasis), sur l'album Dig Your Own Hole (1997) ;
- Living Colour a repris la chanson sur Collideoscope (2003) ;
- Billy Idol, Steve Stevens, Blasko et Brian Tichy sur Butchering the Beatles – A Headbashing Tribute (2006).
- Tangerine Dream sur la compilation Booster Vol. 2 (2008)
- Alison Mosshart sur la bande originale du film Sucker Punch de Zack Snyder (2010).
- Grateful Dead lors de concerts durant les années 1990
- Le Groupe 801, avec entre autres Phil Manzanera et Brian Eno sur l'album 801 Live (1976).